# باغ‌های گیاه‌شناسی سنگاپور
باغ‌های بوتانیک سنگاپور ((به چینی: 新加坡植物园); (به مالایی: Kebun Botani Singapuraا))، باغ بوتانیکی در سنگاپور به وسعت ۷۴ هکتار است. این مساحت یک پنجم باغهای سلطنتی در کیو یا یک پنجم پارک مرکزی نیویورک است. این باغ تنها باغ جهان است که از ۵ صبح تا ۱۲ نصفه شب در همه روزهای سال باز است و جز برای باغ ملی ارکید هیچ ورودیه‌ای ندارد. این باغ از جنوب به جاده هالند و جاده ناپیر، از شرق به جاده کلانی، از غرب به خیابان تیرسال و پارک کلانی و از شمال به بوکیت تیما محصور است. فاصله مستقیم بین شمال و جنوب آن ۲٫۵ کیلومتر است.

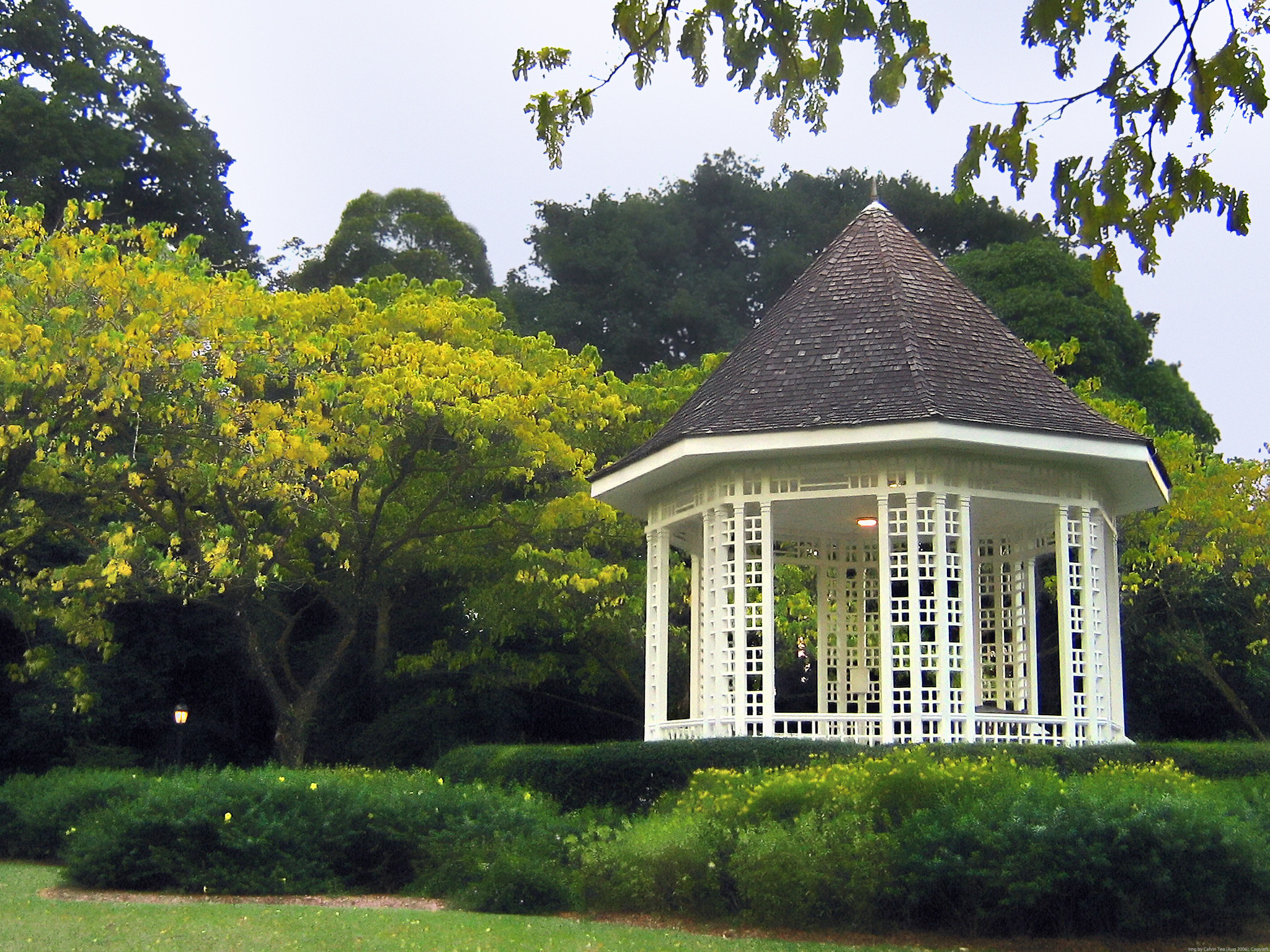

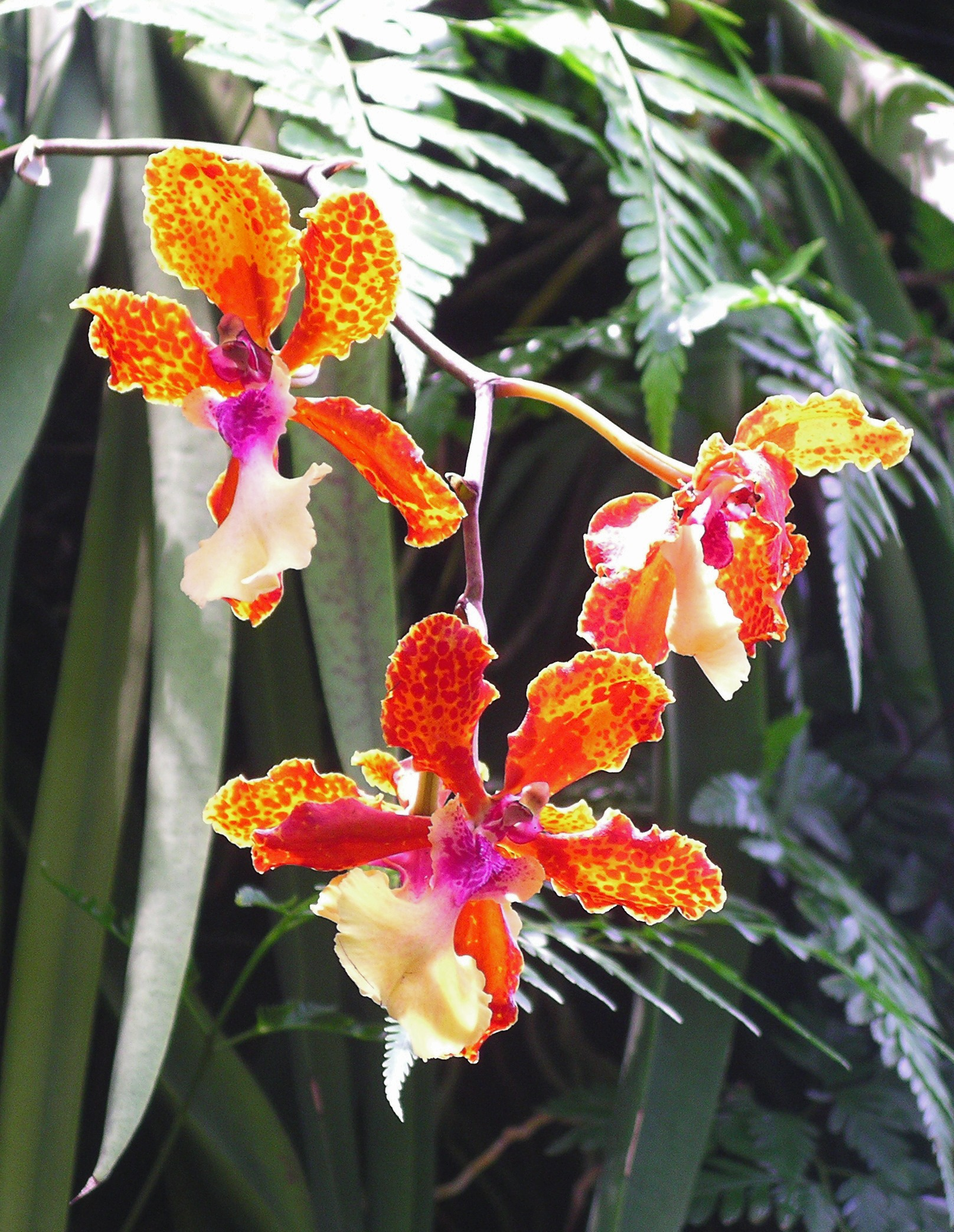
ارکیدها در باغ ملی ارکید

## نگارخانه

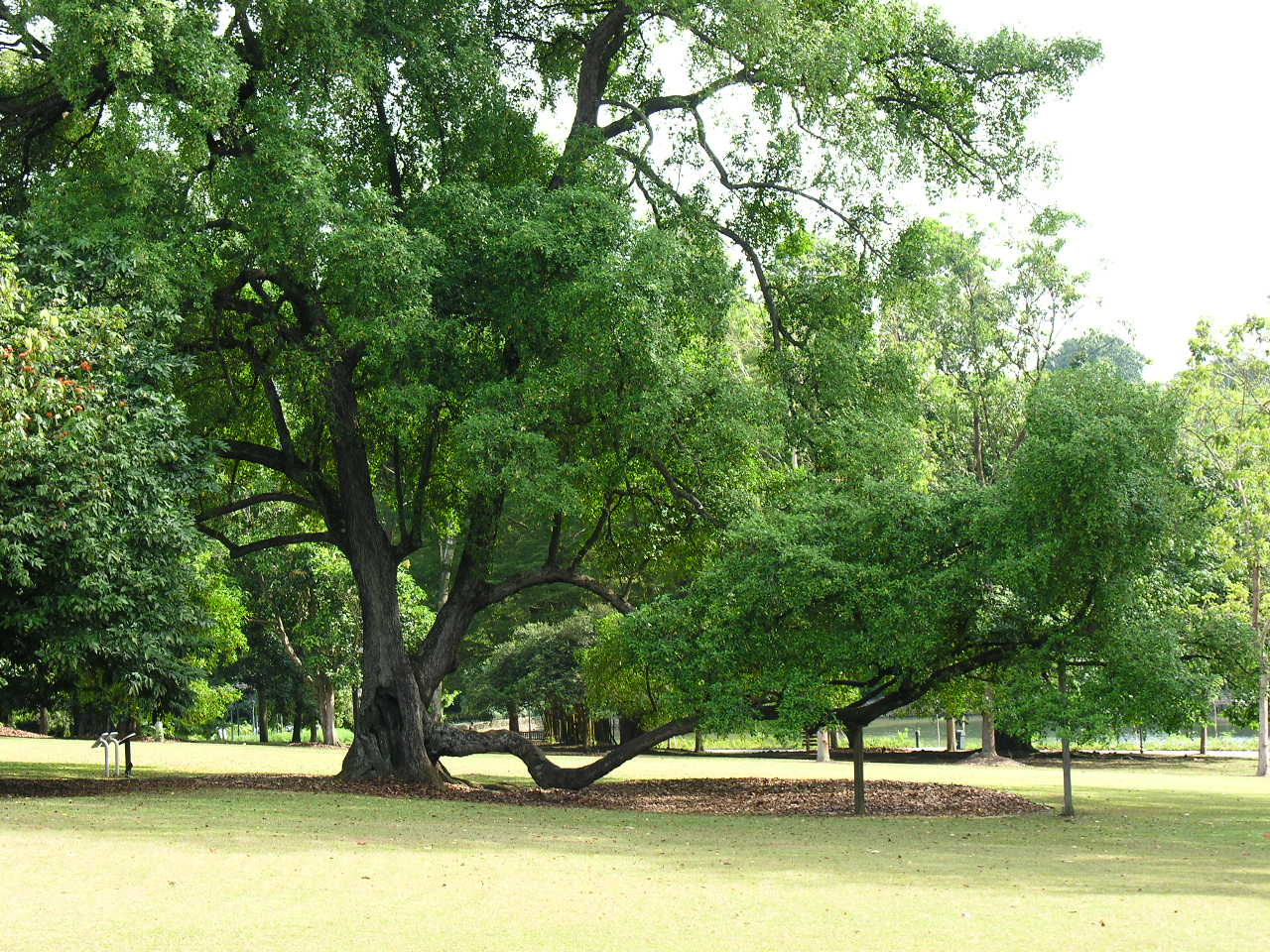
The Tembusu tree (Faraea fragrans) featured on the reverse of the دلار سنگاپور at Lawn E, Singapore Botanic Gardens
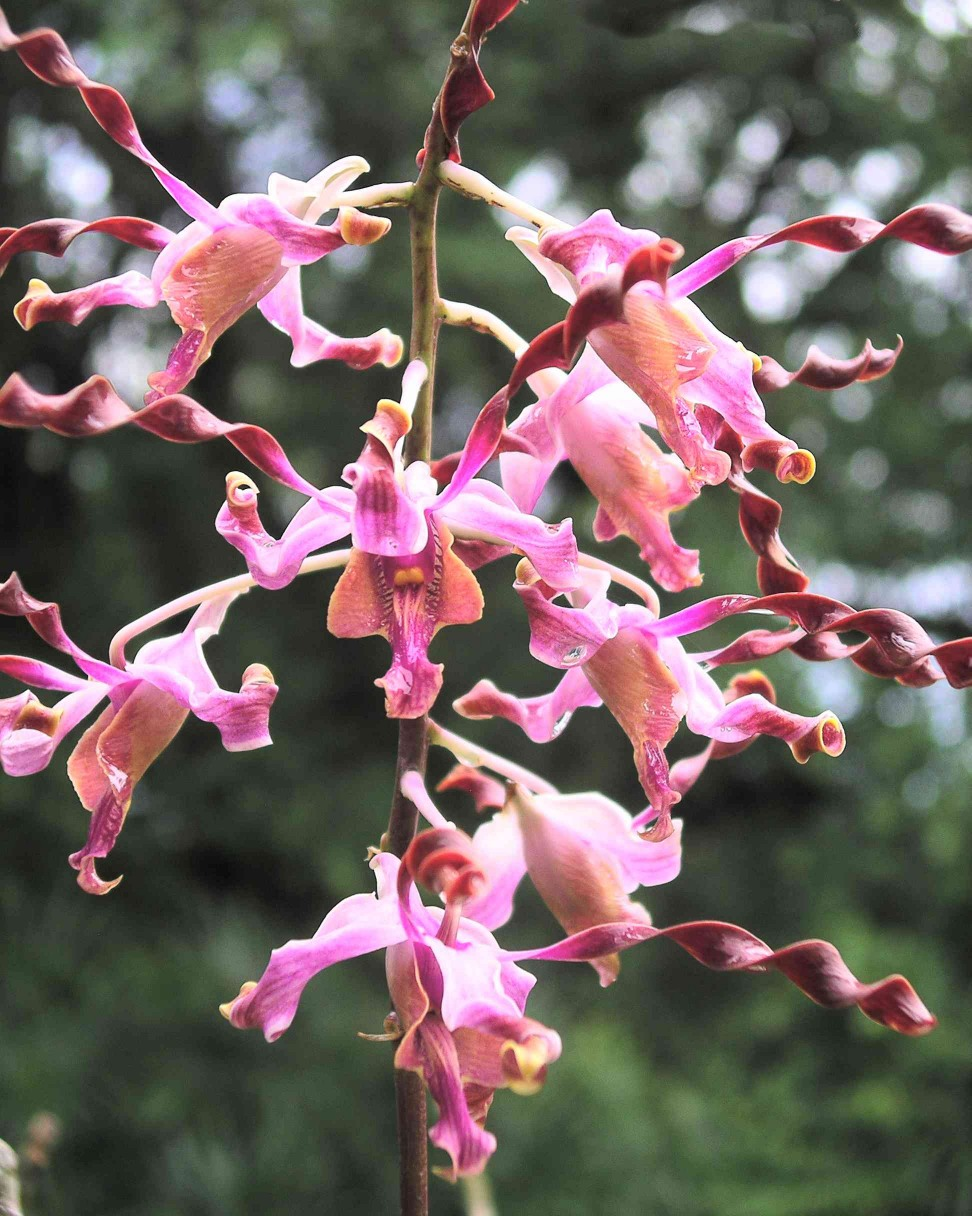
Dendrobium مارگارت تاچر
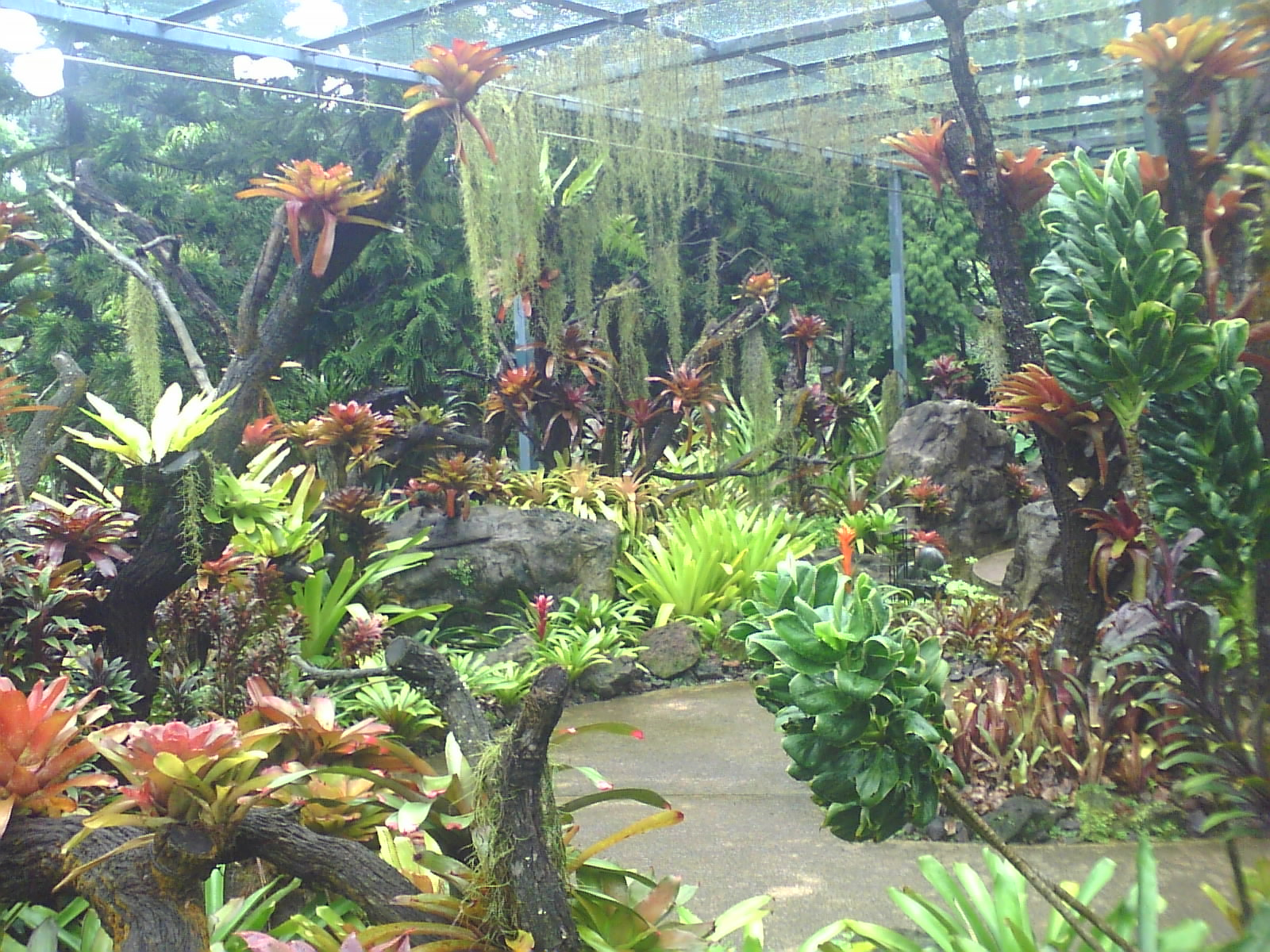
The Yuen-Peng McNeice Bromeliad Collection
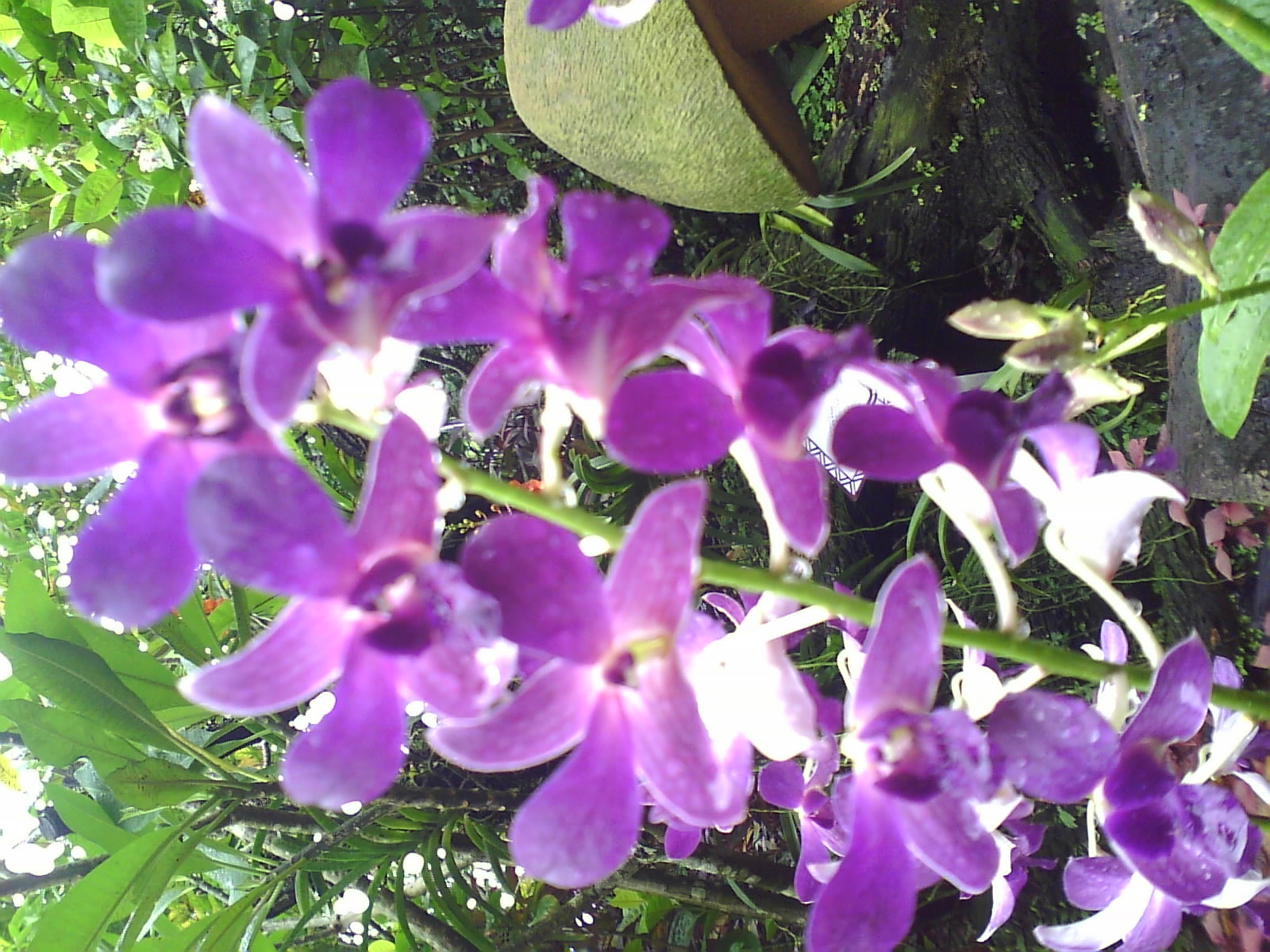
Dendrobium بائه یونگ جون, an orchid cultivar named after the South Korean actor
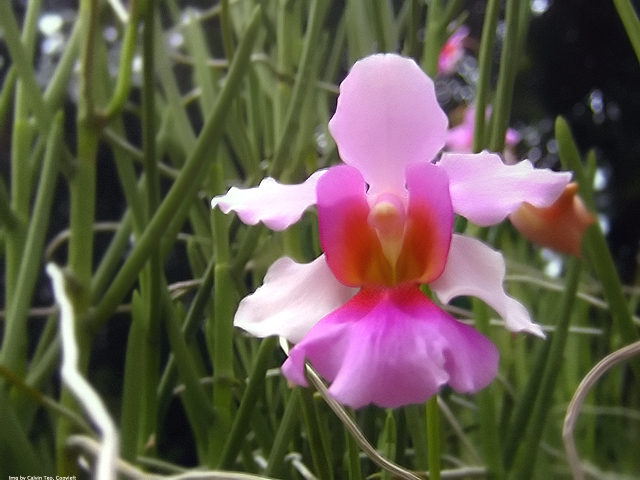
ارکیده سنگاپوری،  the national flower of Singapore
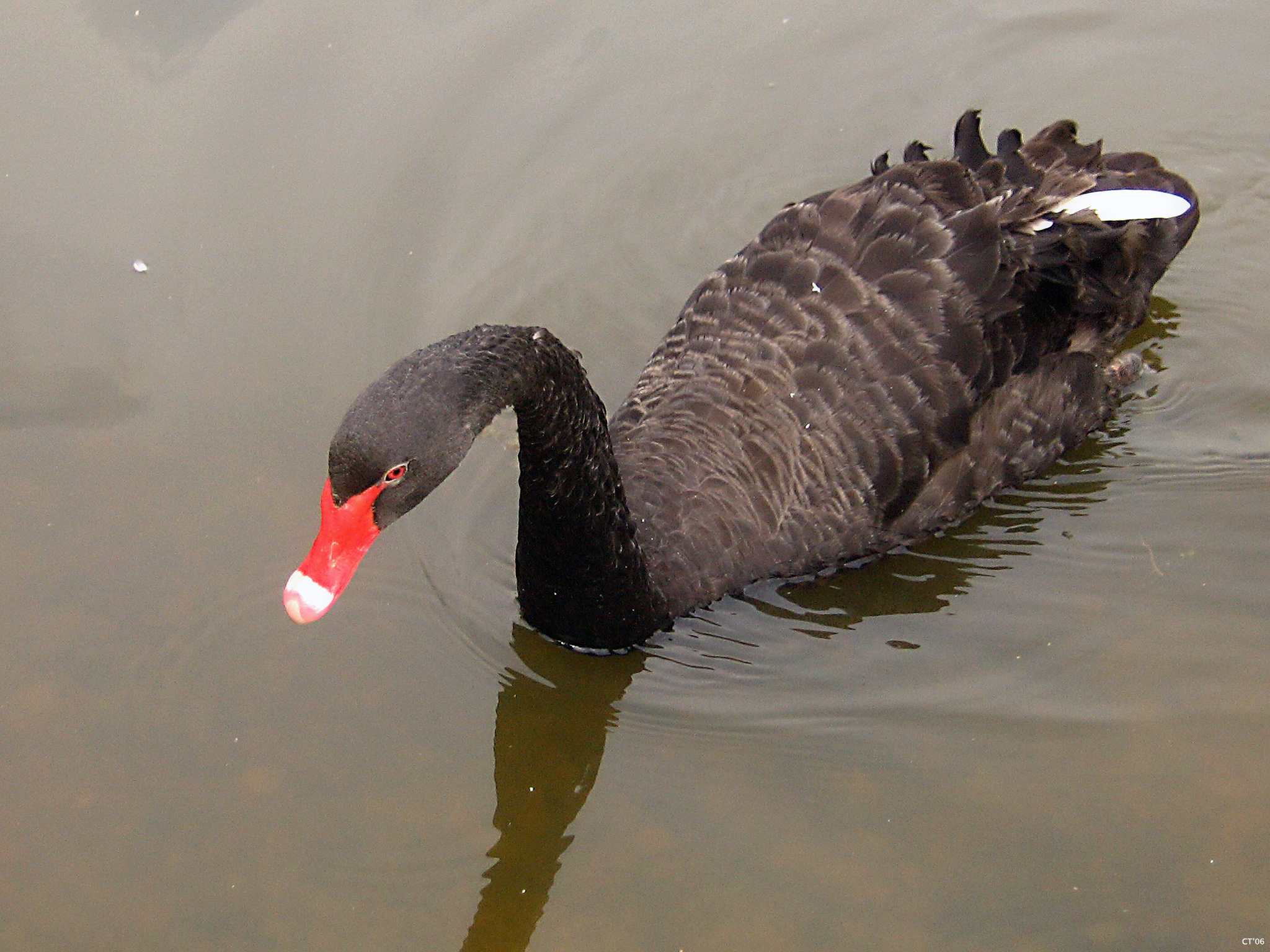
قوی سیاه in the Eco-Lake
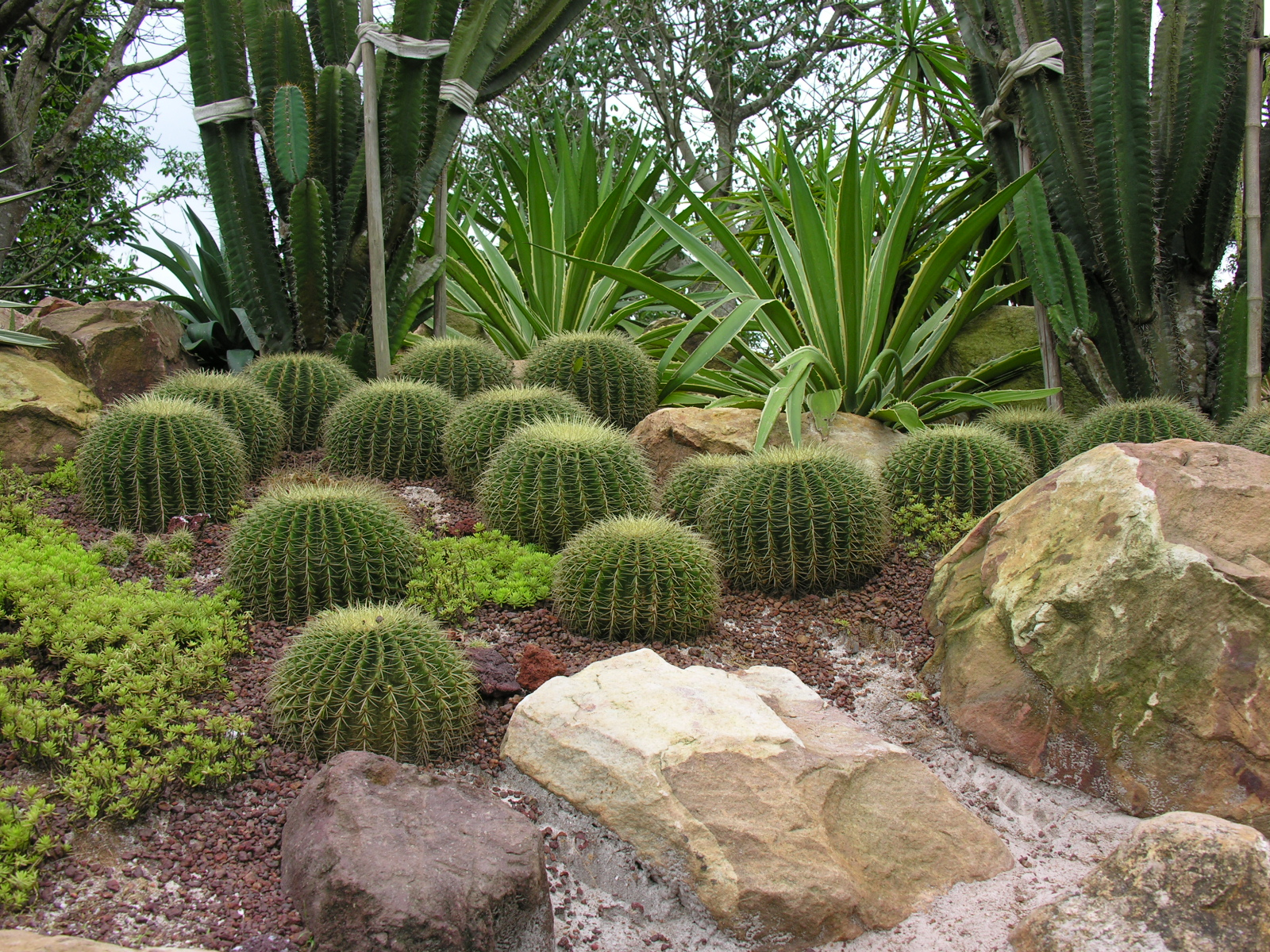
The Sun Garden (formerly known as the Sun Rockery)
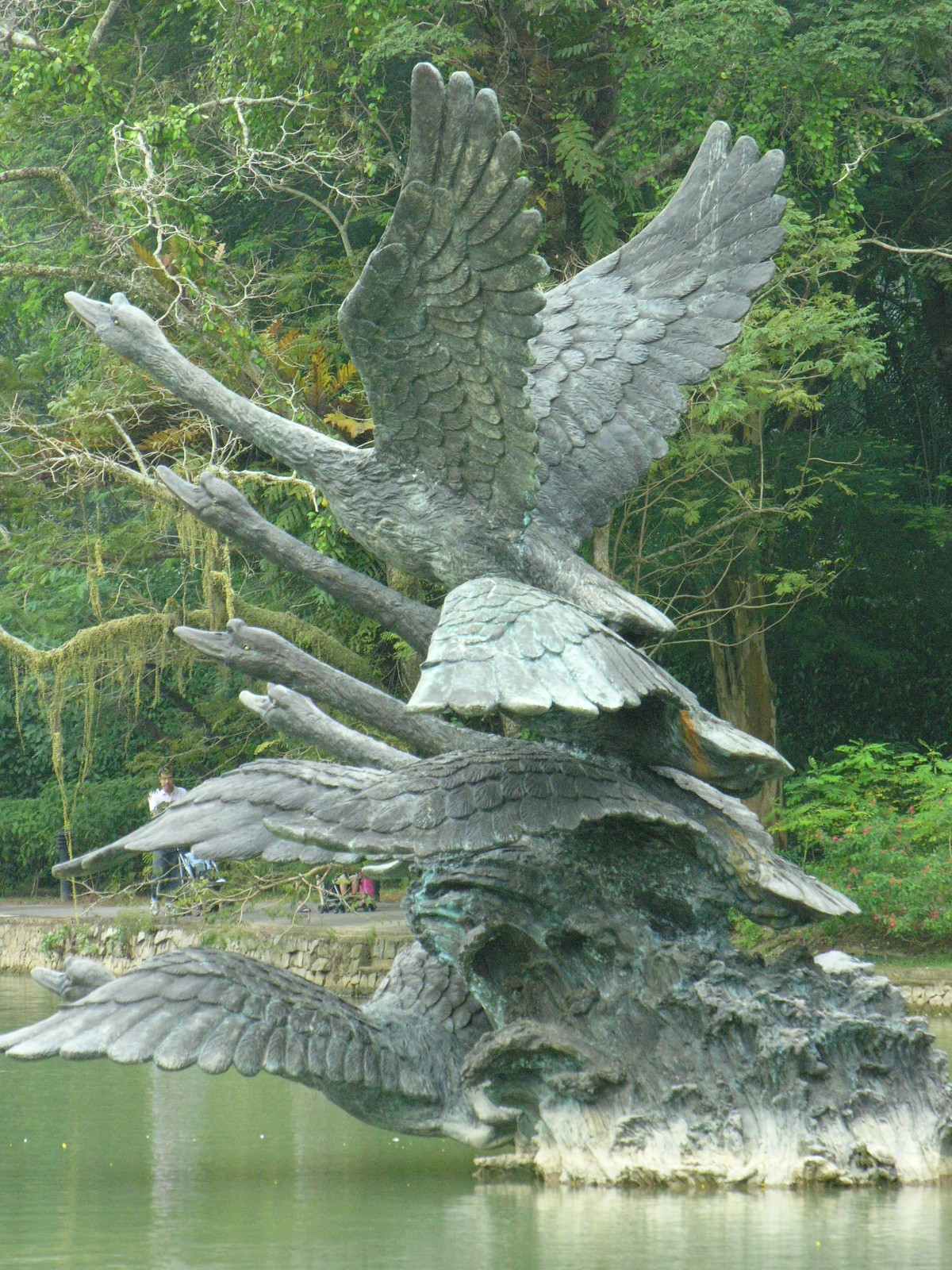
Flight of Swans sculpture installed in May 2006 at Swan Lake
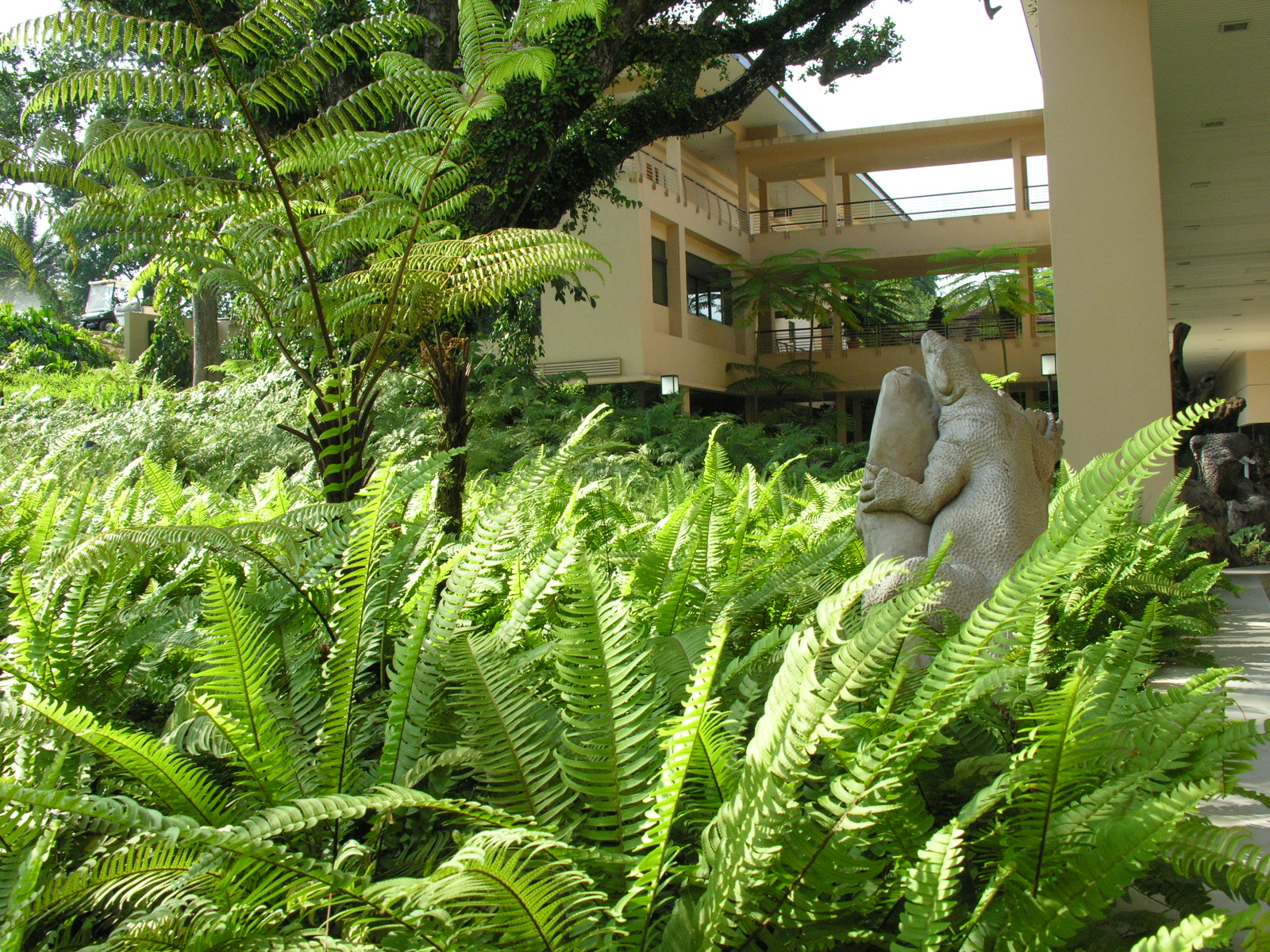
The Botany Centre Blocks, with a view of Calophyllum inophyllum and one of the wooden sculptures dotted around the complex.
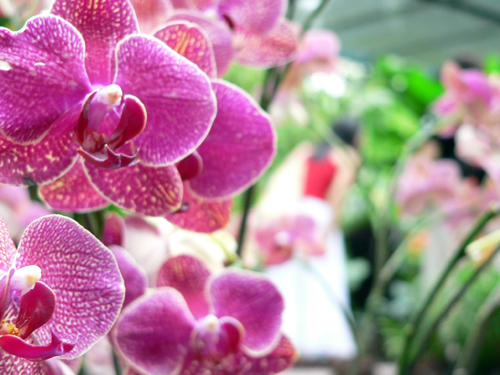
Orchids
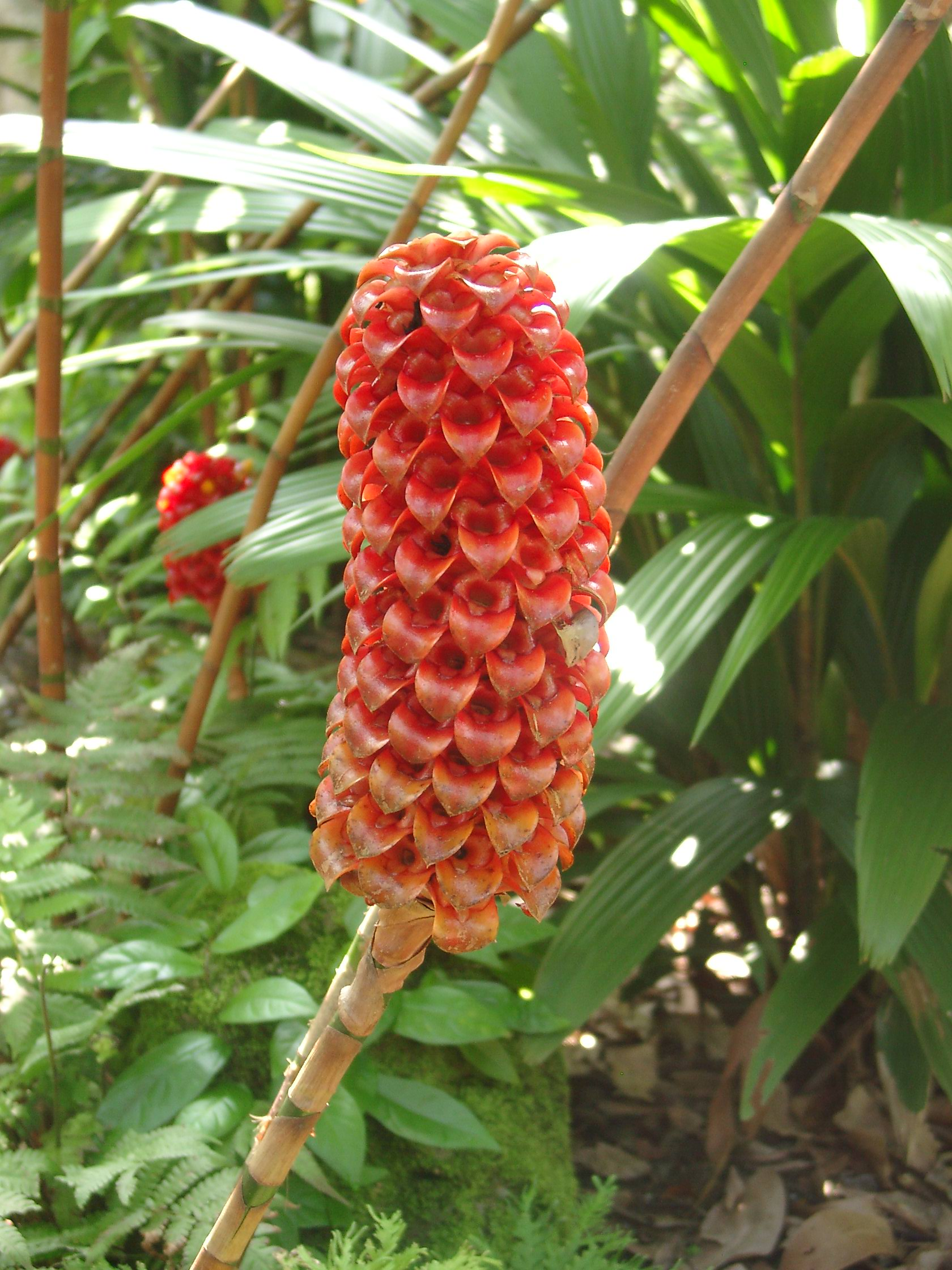
Ginger
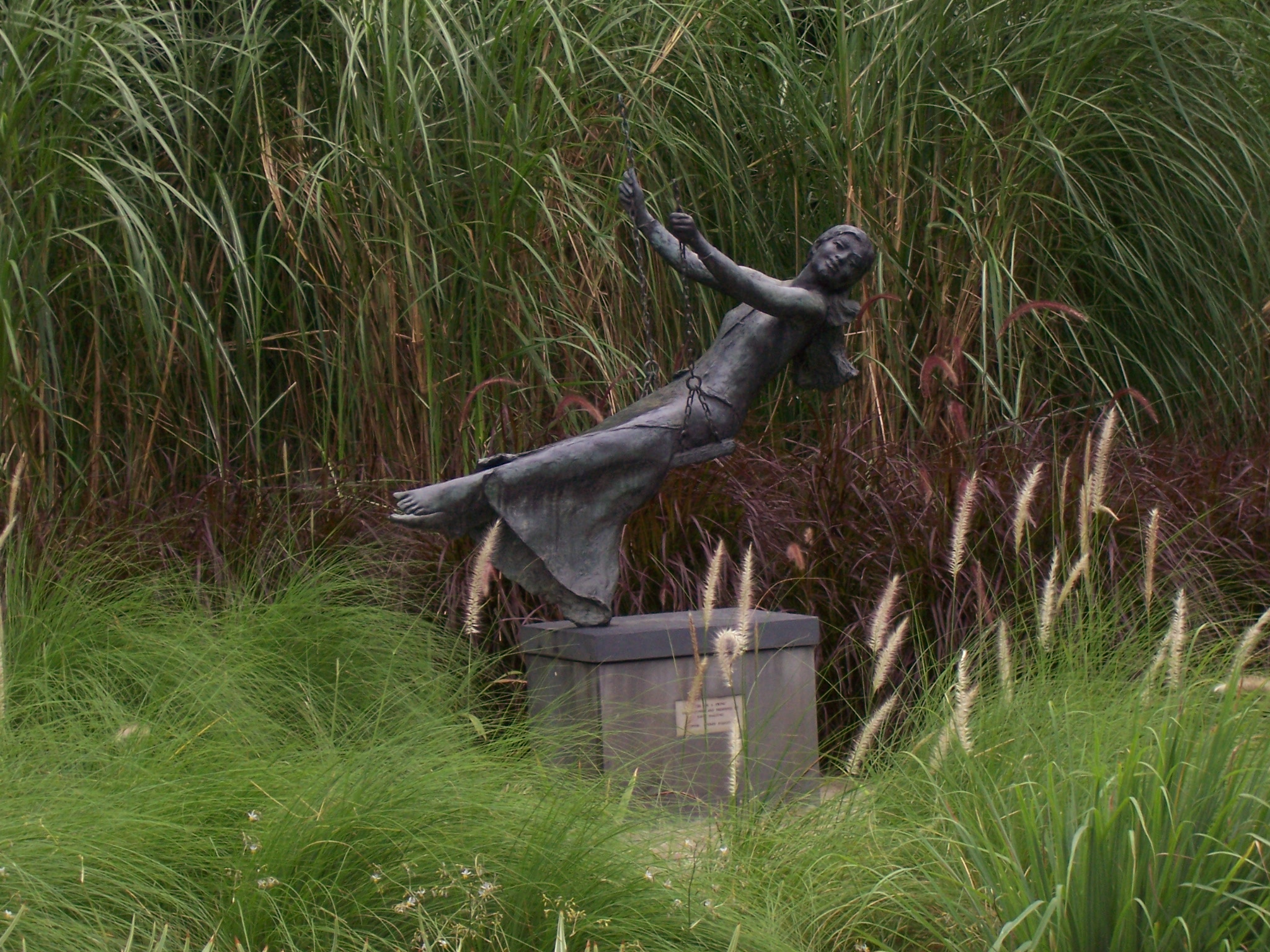
Girl on a Swing (1984), a bronze statue by British sculptor Sydney Harpley